# Dongyi
동이 (dongyi, 1990년 ~ )는 대한민국의 콘트라베이스 연주가이다. 2013년, 재즈피아니스트 임인건의 올댓제주(ALL THAT JEJU)프로젝트 베이스 연주자로 소극장 정기공연에 참여하였다.  2023년 3월 첫 번째 솔로 앨범 《날초소 분석법 一種分析辣椒素的方法》을 발표하였다. 이 앨범으로 제21회 한국대중음악상 최우수 글로벌 컨템포러리 음반상을 수상하였다. 대만에서 같은 앨범의 수록곡 '농담' 이, 제14회 골든인디뮤직어워드 (GIMA 金音創作獎)에서 최우수 재즈곡으로 수상받았다. 2023년, 대만의 영화 《Ndaan Mpmaduk 入山》 의 음악감독으로 참여했다. 해당 작품은 대만 제58회 금종상 (Golden bell awards 金鐘獎)  영화 프로그램 사운드디자인 최우수상을 받았다.

## 음반 목록

### 정규음반
- 2023년 《날초소 분석법 一種分析辣椒素的方法》

## 수상 내역
- 2023  제58회 대만 금종상(GBA) 최우수 사운드 디자인 (영화 Ndaan Mpmaduk 入山)
- 2023년 제14회 대만 골든인디뮤직 어워즈(GIMA) 베스트 재즈 곡 (날초소 분석법 - 농담)
- 2024년 제21회 한국대중음악상(KMA) 최우수 글로벌 컨템포러리 음반 (날초소 분석법)